# Dunning (Stati Uniti d'America)
Dunning è un comune degli Stati Uniti d'America, situato nello Stato del Nebraska, nella contea di Blaine.